# Stazione di Via Vittorio Veneto
La stazione di Via Vittorio Veneto è una stazione della ferrovia Circumvesuviana, sita nel comune di Marigliano.
Si trova sulla ferrovia Napoli-Nola-Baiano.

## Storia
La stazione, posta nella periferia di Marigliano al confine con Mariglianella, è stata aperta nel 1998, in sostituzione della vecchia fermata di Mariglianella. È anche nota con il nome di Mariglianella Via Vittorio Veneto.

## Servizi
La stazione dispone di:
- Biglietteria
- Ascensori
- Parcheggio gratuito
- Telefoni pubblici
- Servizi igienici